# Rifugio Sandro Pertini
Il rifugio Sandro Pertini è un rifugio situato nel Trentino in Val di Fassa presso il gruppo del Sassolungo ad una quota di 2.300 m s.l.m.

## Storia
Il rifugio fu intitolato nel 1986 a Sandro Pertini, che fu presidente della Repubblica Italiana dal 1978 al 1985 e che era solito passare le sue vacanze estive in Val Gardena.

## Caratteristiche e informazioni
Il rifugio apre solo nel periodo estivo e dispone di 15 posti letto.

## Accessi
Il rifugio Sandro Pertini si raggiunge facilmente:
- da Campitello usando la funivia del Col Rodella (2.318 m s.l.m.) e proseguendo per un facile sentiero (percorrenza a piedi circa 30 minuti dall'impianto);
- dal Passo Sella (2.180 m), in circa 40 minuti;

## Traversate
Dal rifugio Pertini si può seguire il sentiero Friedrich August e raggiungere il rifugio Sassopiatto (2.300 m) in poco meno di 1 ora. Proseguendo si giunge al rifugio Vicenza (2.256 m) (tempo di percorrenza totale 2,5 ore).